# Червонохиженський (заказник)
Червонохи́женський — ботанічний заказник місцевого значення у Золотоніському районі Черкаської області.

## Опис
Заказник площею 20,0 га розташовано на південно-західної околиці с. Червонохижинці в Червонохижинській балці близько 800 м від автошляху Н08 на ділянці Золотоноша — Іркліїв.
Як об'єкт природно-заповідного фонду створено рішенням Черкаського обвиконкому від 28.04.1993 р. № 14-91. Землекористувач або землевласник, у віданні якого перебуває заповідний об'єкт — Іркліївська сільська громада.
Територія заказника представлена яружно-балочною системою із стрімкими схилами крутизною 20-30°. Рослинність репрезентована залишками байрачного лісу (за участю дуба черешчатого, клена звичайного, в'яза гладкого), насадженням берези повислої, тополі білої (із популяцією проліски сибірської — регіонально рідкісний вид), які трапляються на лівому стрімкому схилі та днищу балки. Лучно–степова рослинність поширюється вздовж підніжжя лівого борту балки на схилах південних та південно-західних експозицій, трапляється фрагментами шафран сітчастий (занесено до Червоної книги України).

## Галерея

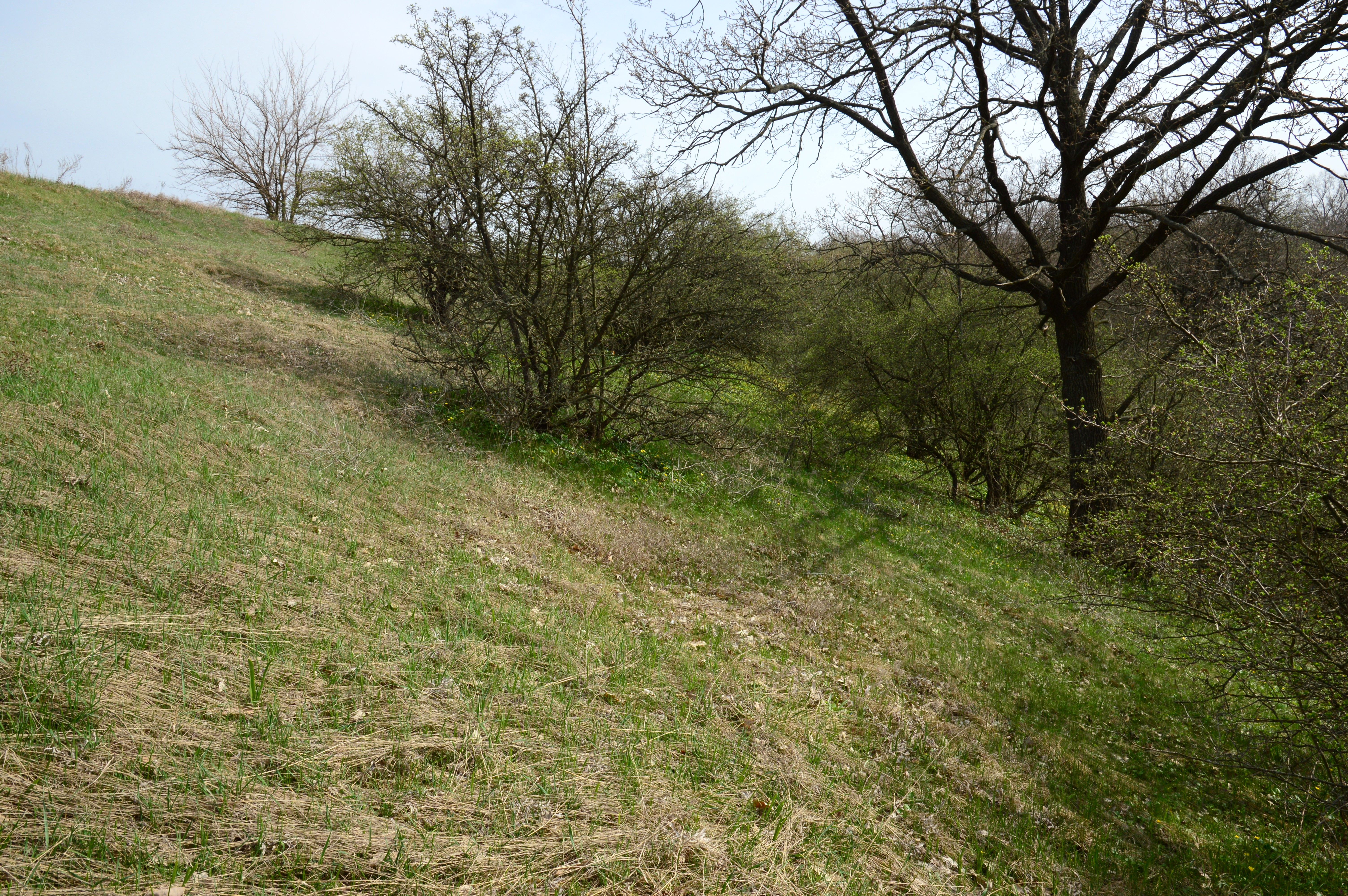
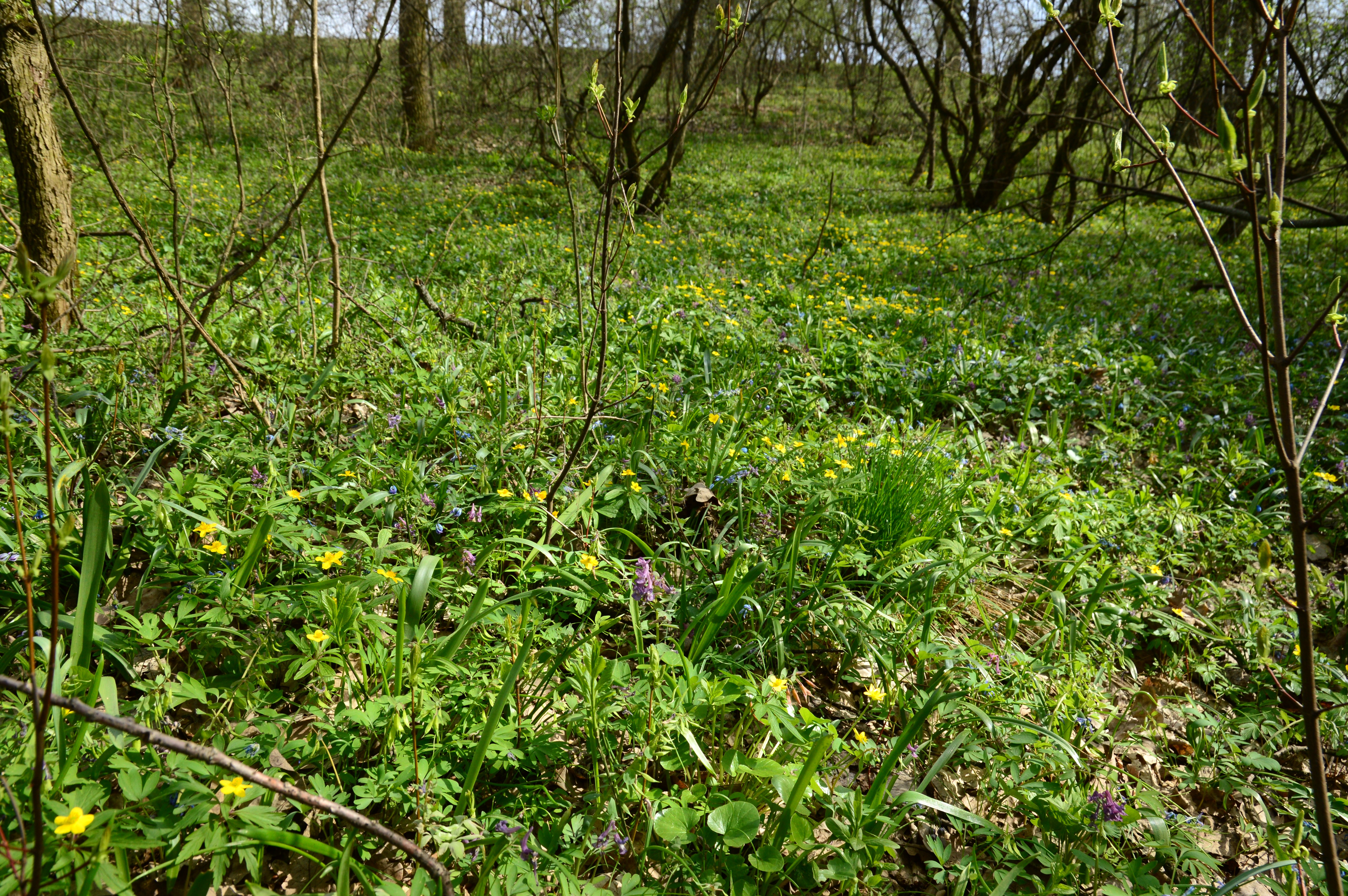
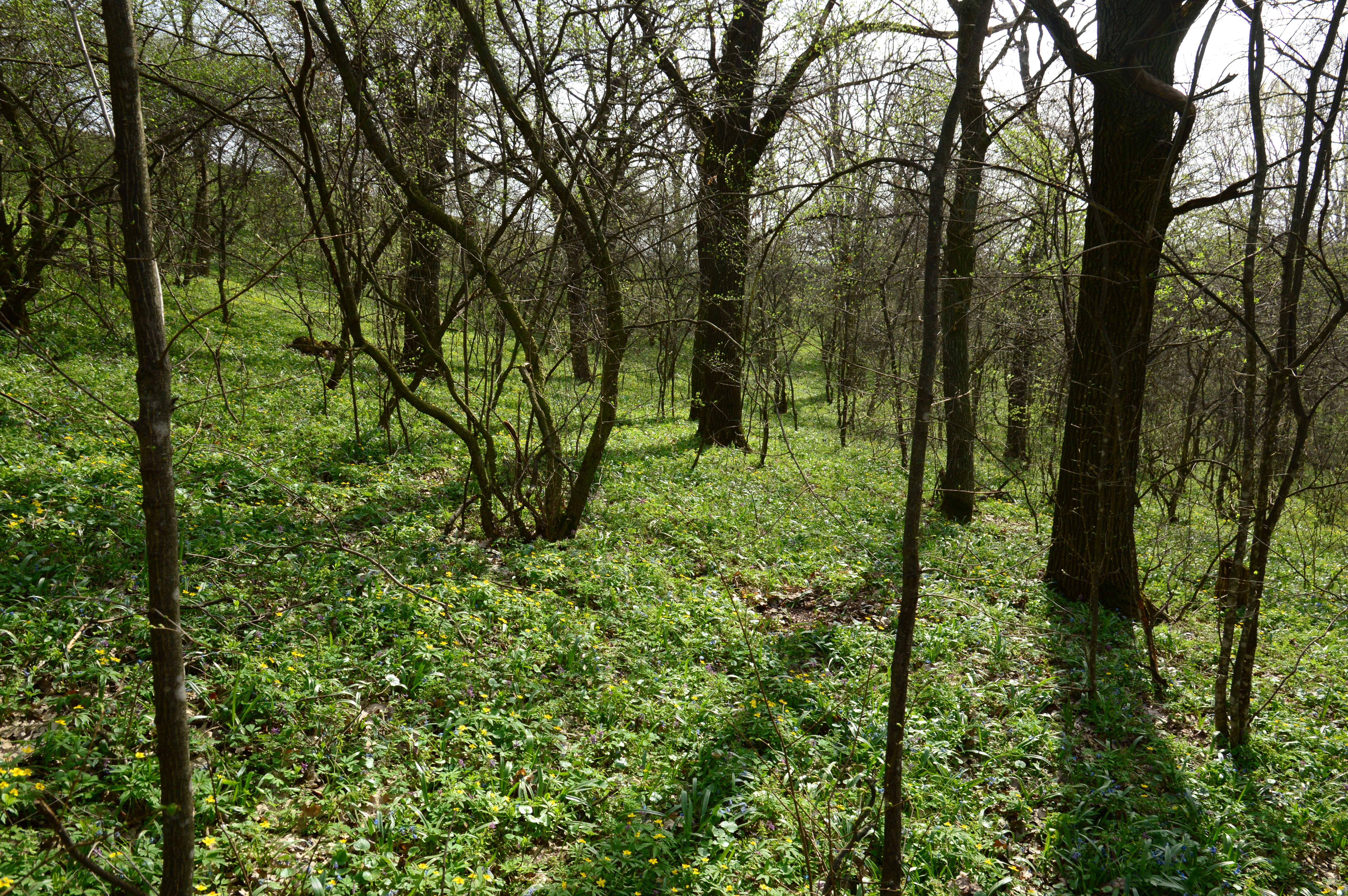
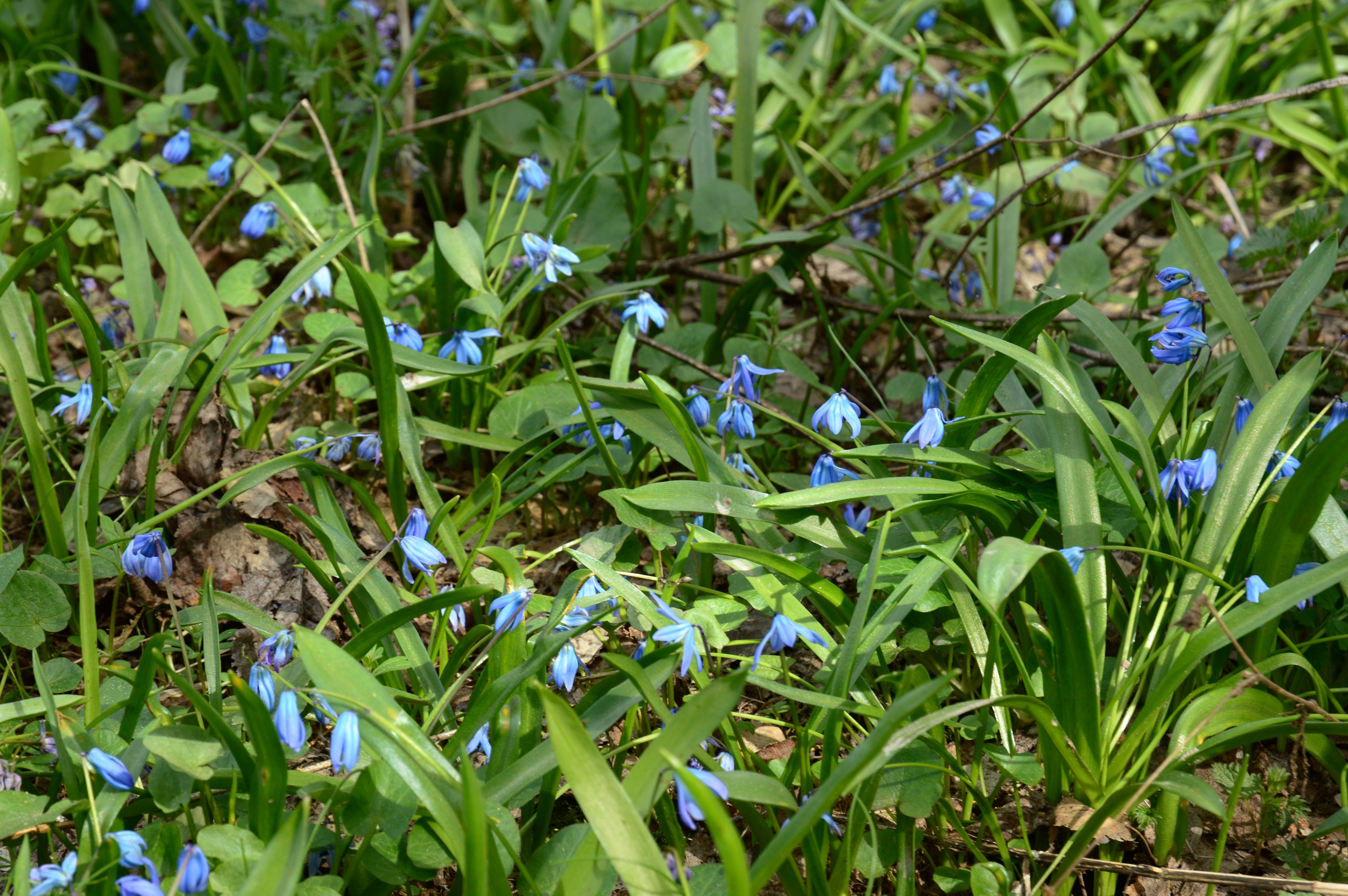
Проліска сибірська в заказнику